# Eyburie
 Eyburie  (en occitano Esburia) es una comuna y población de Francia, en la región de Lemosín, departamento de Corrèze, en el distrito de Tulle y cantón de Uzerche.
Su población en el censo de 2008 era de 481 habitantes.
Está integrada en la Communauté de communes du Pays d'Uzerche.

## Demografía
| 585 | 629 | 570 | 539 | 528 | 499 | 481 |
| Para los censos de 1962 a 1999 la población legal corresponde a la población sin duplicidades (Fuente: INSEE [Consultar]) |     |     |     |     |     |     |